# Naredba kralja Žigmunda od 12. ožujka 1435. o vojništvu
Naredba kralja Žigmunda od 12. ožujka 1435. o vojništvu bio je povijesni dokument od 12. ožujka 1435. hrvatsko-ugarskog kralja Žigmunda.
Njime je bilo uređen obrambeni sustav Kraljevine Hrvatske. 
Kralje je bio obvezan braniti krajiške gradove i čitavu državu.
Ako neprijatelju ne bi mogle odoljeti same kraljevske čete, tada su kralja morali pomagati prelati, velikaši i plemići, koji su označeni za obranu dotične oblasti. Proglašen li je bio pak opći ustanak, tada su prelati, velikaši i plemići osim običnoga banderija svoga bili obvezni dati još od svaka 33 kmeta svoja po jednoga dobro opremljena i oružana konjanika.
Oni plemići, koji su imali manje od 33 kmeta, morali su se složiti sa sličnim plemićima, te onda prema broju kmetova svojih doprinositi za opremu i uzdržavanje kmetskih konjanika. Za uzmoći voditi nadzor, morali su plemićki suci popisati sve kmetove u svojim kotarima, te po i primjerak popisa predati županu.
Plemići „jednoselci", koji nemaju podanika, išli su u rat osobno i o svome trošku ; nerazdijeljena braća (bila 2 ili više) slali su na vojsku samo jednoga između sebe.
Tko se pozivu nije odazvao, svojom krivnjom zakasnio ili bez dopuštenja ostavio vojsku, prijetilo mu se oduzimanjem posjeda.
Za ovako unovačenu vojsku postojala su posebna pravila. Nije se smjela utaboriti u gradu, selu ili na obrađenom polju. Od naroda smjela je besplatno iskati samo vode, drva i trave. Vođe su odgovarale za svaku štetu koju bi učinila njihova vojska.
Ova narodna vojska u rat je išla pod zastavi svojih banova, župana, prelata i velikaša. U pravom je smislu bila „domobranstvo", koje se dizalo jedino za obranu domovine, a nije prelazilo granicu. Budući da je slabo izvježbano, kretalo se sporo, kralj Matija Korvin uveo je redovnu plaćeničku stajaću vojsku, crnu četu.